# Sofija Rotaru
Sofija Michajlovna Evdokimenko-Rotaru (ryska: Софи́я Миха́йловна Евдокименко-Рота́ру, ukrainska: Софі́я Миха́йлівна Рота́ру, Sofija Mychajlivna Rotaru), mer känd som Sofia Rotaru, född 7 augusti 1947 i Marsjyntsi i Tjernivtsi oblast, Sovjetunionen, är en ukrainsk-moldavisk sångerska, låtskrivare, dansös och skådespelerska. Hon är syster till sångerskan Aurica Rotaru.

## Filmografi (urval)
- 1981 – Själ